# San Javier (ort i Chile, Región del Maule, Provincia de Linares, lat -35,60, long -71,73)
San Javier är en ort i Chile.   Den ligger i provinsen Provincia de Linares och regionen Región del Maule, i den södra delen av landet, 260 km söder om huvudstaden Santiago de Chile. San Javier ligger 101 meter över havet och antalet invånare är 22 427.
Terrängen runt San Javier är platt åt sydost, men åt nordväst är den kuperad. Runt San Javier är det ganska tätbefolkat, med 78 invånare per kvadratkilometer.. Närmaste större samhälle är Talca, 19,9 km norr om San Javier.
Trakten runt San Javier består till största delen av jordbruksmark.